# Гаральд Ланге
Гаральд Ланге (нім. Harald Lange; 23 грудня 1903, Гамбург — 3 березня 1967) — німецький офіцер-підводник, оберлейтенант-цур-зее резерву крігсмаріне.

## Біографія
В 1925 році вступив на флот. З вересня 1939 року — вахтовий офіцер на проривачі мінних загороджень «Sperrbrecher II». З лютого 1940 року — вахтовий офіцер, з червня 1940 року — командир човна в 9-й флотилії форпостенботів. З листопада 1941 по травень 1942 року пройшов курс підводника. З 16 травня 1942 року — 1-й вахтовий офіцер на підводному човні U-180. В серпні-вересні 1943 року пройшов курс командира човна. З жовтня по 7 листопада 1943 року виконував обов'язки командира U-180. З 8 листопада 1943 року — командир U-505, на якому здійснив 2 походи (разом 90 днів у морі). 4 червня 1944 року U-505 був пошкоджений глибинними бомбами з ескортного міноносця Chatelain та обстрілу двох бомбардувальників «Вайлдкет» з ескортного авіаносця Guadalcanal, після чого був захоплений американцями. 1 член екіпажу загинув, 59 (включаючи Ланге) вціліли і були взяті в полон. В травні 1946 року звільнений.

## Нагороди
- Медаль «За вислугу років у Вермахті» 4-го і 3-го класу (12 років)
- Залізний хрест 2-го і 1-го класу
- Нагрудний знак мінних тральщиків
- Нагрудний знак підводника